# Souimanga cuivré
Cinnyris cupreus
Espèce
Statut de conservation UICN

 LC  : Préoccupation mineure
Le Souimanga cuivré (Cinnyris cupreus) est une espèce de passereaux de la famille des Nectariniidae.

## Répartition

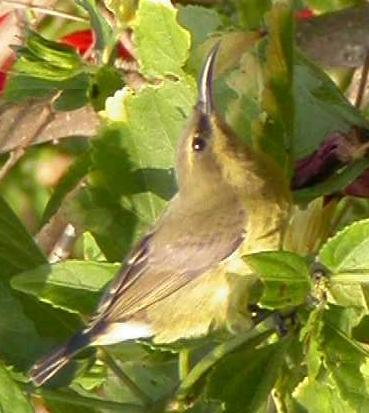
femelle

Son aire s'étend à travers l'Afrique subsaharienne (rare en Afrique australe et dans la corne de l'Afrique).

## Sous-espèces
D'après le Congrès ornithologique international, cette espèce est constituée des deux sous-espèces suivantes (ordre phylogénique) :
- Cinnyris cupreus cupreus (Shaw) 1812
- Cinnyris cupreus chalceus (Hartlaub) 1862